# Ned Block
Ned Joel Block (nacido en 1942) es un filósofo estadounidense que trabaja en el campo de la filosofía de la mente y ha realizado importantes contribuciones a la comprensión de la conciencia y la filosofía de la ciencia cognitiva. Ha sido profesor de filosofía y psicología en la Universidad de Nueva York desde 1996.

## Educación y carrera
Block obtuvo su doctorado en la Universidad de Harvard en 1971 bajo la dirección de Hilary Putnam. Se unió al Instituto de Tecnología de Massachusetts (MIT) como profesor asistente de filosofía (1971–1977) y luego se desempeñó como profesor asociado de filosofía (1977–1983), profesor de filosofía (1983–1996) y presidente de la cátedra de filosofía. sección (1989-1995). Desde 1996 es profesor en los departamentos de filosofía y psicología de la Universidad de Nueva York (NYU).
Block recibió el premio Jean Nicod en 2013 y ha dado conferencias William James en la Universidad de Harvard en 2012 y conferencias John Locke en la Universidad de Oxford en 2013, entre muchas otras.
Block es expresidente de la Sociedad de Filosofía y Psicología y fue elegido miembro de la Academia Estadounidense de las Artes y las Ciencias en 2004.
Está casado con la psicóloga del desarrollo Susan Carey. Block es étnicamente judío.

## Trabajo filosófico
Block se destaca por presentar el argumento de Blockhead contra la prueba de Turing como una prueba de inteligencia en un artículo titulado "Psicologismo y conductismo" (1981). También es conocido por su crítica al funcionalismo, argumentando que un sistema con los mismos estados funcionales que un ser humano no es necesariamente consciente. : 174 En su trabajo más reciente sobre la conciencia, ha hecho una distinción entre la conciencia fenoménica y la conciencia de acceso, donde la conciencia fenoménica consiste en la experiencia y los sentimientos subjetivos y la conciencia de acceso consiste en esa información globalmente disponible en el sistema cognitivo para propósitos de razonamiento, habla y control de acción de alto nivel. Ha argumentado que la conciencia de acceso y la conciencia fenoménica pueden no siempre coincidir en los seres humanos. Un filósofo como Daniel Dennett ve en esta distinción una diferencia de grado, donde Ned Block ve una diferencia de tipo. 
Ned Block proporciona un argumento que muestra que puede haber conciencia fenoménica sin conciencia de acceso. Para ello utiliza un ejemplo cotidiano cercano al de las pequeñas percepciones de Leibniz. Escucho una cortadora de césped afuera, y sin darme cuenta empiezo a hablar más fuerte. Más tarde, en algún momento, me doy cuenta de esto, entonces razono y decido ir a cerrar la ventana. En cierto modo, me di cuenta de la cortadora de césped desde el principio, en otro sentido, me di cuenta de ello en el momento en que decidí cerrar la ventana. La conciencia que tenía al principio es la conciencia fenoménica, sin la conciencia de acceso. Ned Block también sugiere utilizar esta distinción para comprender la noción de inconsciente de Freud. Un evento inconsciente, según este análisis, es un evento consciente en el sentido de conciencia fenoménica pero no en el sentido de acceso a la conciencia. 
En el ensayo Troubles with Functionalism, publicado en 1978, Block argumentó en contra del funcionalismo. Usando un experimento mental, trató de imaginar una situación en la que un sistema tiene la misma arquitectura funcional que un ser humano, pero aún no tiene conciencia. Si tal sistema pudiera existir, los estados funcionales no deberían ser idénticos a los estados mentales. Block imagina al gobierno chino realizando un experimento de funcionalismo a gran escala. A cada uno de los 1.300 millones de chinos se le daría una radio para comunicarse con otros chinos. Todo se coordinaría utilizando enormes reflectores que proyectan comandos sobre la capa de nubes. Según Block, tal sistema de chinos, radios y reflectores podría, al menos por un corto tiempo, realizar cualquier estado funcional que un ser humano también puede realizar. Sin embargo, según Block, sería completamente absurdo suponer que tal sistema tendría estados mentales. De esto concluye que los estados funcional y mental no pueden ser idénticos.
Block ha sido juez en el concurso del Premio Loebner, un concurso en la tradición de la Prueba de Turing para determinar si un versado es una computadora o un ser humano. : 14–15 

## Blockhead
Blockhead es el nombre de un sistema informático teórico inventado como parte de un experimento mental por Ned Block, que apareció en un artículo titulado " Psicologismo y conductismo ".
Block argumenta que el mecanismo interno de un sistema es importante para determinar si ese sistema es inteligente y pretende demostrar que un sistema no inteligente podría pasar la prueba de Turing Block nos pide que imaginemos una conversación que dura cualquier cantidad de tiempo. Afirma que, dada la naturaleza del lenguaje, hay un número finito de oraciones correctas sintáctica y gramaticalmente que se pueden usar para iniciar una conversación. En consecuencia, hay un límite en la cantidad de respuestas "sensibles" que se pueden dar a la primera oración, luego a la segunda oración, y así sucesivamente hasta que finaliza la conversación.
Block luego le pide al lector que imagine una computadora que ha sido programada con todas las oraciones en teoría, si no en la práctica. Block argumenta que una máquina de este tipo podría continuar una conversación con una persona sobre cualquier tema porque la computadora estaría programada con cada oración que fuera posible usar para que la computadora pudiera pasar la prueba de Turing a pesar de que, según Block. — no era inteligente.
Block dice que esto no muestra que solo haya una estructura interna correcta para generar inteligencia, sino simplemente que algunas estructuras internas no generan inteligencia.
El argumento está relacionado con la habitación china de John Searle.
Una objeción al argumento de Blockhead fue planteada por Hanoch Ben-Yami (2005), quien está de acuerdo en que la máquina de Block carece de inteligencia pero compara sus respuestas con un diálogo poético en el que un hombre susurra poesía romántica para recitar a su posible amante mientras responde. solo lo que sus programadores le han dicho que responda de antemano.